# Ebenavia
Ebenavia – rodzaj jaszczurek z rodziny gekonowatych (Gekkonidae).

## Zasięg występowania
Rodzaj obejmuje gatunki występujące na Madagaskarze włącznie z Nosy Alanana, Nosy Be, Nosy Mangabe i Nosy Boraha, na Komorach, w Tanzanii włącznie z wyspą Pemba i na Maskarenach (Mauritius).

## Systematyka

### Etymologia
Ebenavia: Karl Ebenau, niemiecki zoolog, konsul na Madagaskarze w latach 1880–1890.

### Podział systematyczny
Do rodzaju należą następujące gatunki:
- Ebenavia boettgeri Boulenger, 1885
- Ebenavia inunguis Boettger, 1878
- Ebenavia maintimainty Nussbaum & Raxworthy, 1998
- Ebenavia robusta Hawlitschek, Scherz, Ruthensteiner, Crottini & Glaw, 2018
- Ebenavia safari Hawlitschek, Scherz, Ruthensteiner, Crottini & Glaw, 2018
- Ebenavia tuelinae Hawlitschek, Scherz, Ruthensteiner, Crottini & Glaw, 2018